# Nely Galán
Arnely "Nely" Galán (Santa Clara, Cuba, 1963) es una productora de televisión independiente y presidenta de la cadena de televisión Telemundo. Creó y fue la productora ejecutiva del reality show emitido por FOX The Swan. 

## Vida Cercana
Nely nació como Arnely Álvarez en Santa Clara, Cuba. Sus padres se fueron a vivir a Teaneck, New Jersey cuando tenía sólo dos años. Durante la escuela secundaria, Nely presentó un artículo para la revista Seventeen que fue tan impresionante que los directores la invitaron para que fuera editora invitada para luego convertirse en editora permanente. Luego de casarse con Héctor Galán, su apellido de soltera (Álvarez) se cambió para quedar finalmente como Arnely Galán. Nely adora a la cultura latina, siempre defendiéndola en Estados Unidos.

## Carrera
A la edad de 22 años, Galán inició su carrera como la productora más joven en WNJU TV, Canal 47 en New York. Propiedad de Jerry Perenchio y Norman Lear, la estación se convirtió en el lanzamiento a lo que ahora es la cadena Telemundo.
En 1992, Galán creó Tropix, una empresa conjunta con HBO con contenido latino por cable. Bajo esta sombrilla, Galán trabajó como consultora para HBO y Time Warner en su estrategia latina para los Estados Unidos. Esos dos años, Nely creó numerosos shows y sacó adelante HBO Ole, su canal en Latinoamérica.
En 1994, Galán hizo un trato con FOX y Rupert Murdoch, creando contenido para el canal y ayudando a lanzar numerosos canales en Latinoamérica, como Fox Kids, Canal Fox, Fox Sports y Sky. También en 1994, Nely creó el Galán Entertainment, una empresa de producción y comercialización enfocándose centralmente en programación para América Latina. Su empresa ayudó a lanzar canales como ESPN, MGM y Sony. Mientras que en FOX produjo "The Alma Awards" un programa que permitía destacar el talento latino y fue pionera de la primera telenovela producida simultáneamente en español y en inglés para FOX y la cadena de televisión mexicana, Televisa.
En 1998, Galán dejó un poco de lado sus empresas ya que Sony la nombró presidenta de Telemundo. Luego de un liderazgo por tres años, Galán regresó a sus empresas asociándose con Telemundo, creando sitcoms como "Los Beltran", "Viva Vegas" y "Solo en América". También produjo más de 300 episodios del poular talk show "Father Albert".
Galán también creó y fue la productora del reality show The Swan emitido por FOX. Del que escribió el exitoso libro The Swan Curriculum. También creó el programa The New You, un programa de salud, bienestar y belleza para la mujer
Durante el 2008, Galán fue participante del reality show de NBC, El Aprendiz: Celebridades. Donde 14 celebridades competían por donar dinero a una fundación de caridad a elección. Galán competía por Count Me In, una fundación que ayuda a intependizar a las mujeres con bajos ingresos económicos. Nely fue la sexta despedida del reality sin lograr recaudar dinero para la fundación, pero declaró que estaba comprometida con la fundación y que la ayudaría externamente.